# Yrjö Leino
Pour les articles homonymes, voir Leino.
Yrjö Kaarlo Leino nom de code Antti Tammi  (né le 28 janvier 1897 à Helsinki et mort le 28 juin 1961 à Helsinki) est un homme politique finlandais,,. 

## Jeunesse
Yrjö Leino est l'enfant unique du tanneur Oskar Leino et de l'ouvrière d'usine Mandi Leino (née Enfors). 
Yrjö Leino étudie au Lycée normal d'Helsinki qu'il quitte sans être diplômé. 
En 1921, après avoir travaillé à Helsinki et occupé des emplois agricoles occasionnels, Yrjö Leino obtient un diplôme d'une école de commerce agricole. 
Vers 1924, il achète la ferme Lövkulla à Kirkkonummi.
Mais à la suite de difficultés financières, Yrjö Leino est contraint de vendre Lövkulla au début des années 1930. 
À cette époque, il se sépare de sa première femme, Alli Simola, et s'installe à Oitmäki, où sa seconde épouse, Ulla Smedberg, est enseignante. 
Ce deuxième mariage se terminera par une séparation.

## Captivité politique
Dans les années 1930, Yrjö Leino s'est déplacé vers l'extrême gauche. 
Des détectives (fi) ont commencé à le surveiller après que le militant communiste en fuite Antti Järvinen lui ait rendu visite à Lövkulla au début de 1926. 
La même année, Yrjö Leino reçoit aussi la visite d'Arvo Tuominen, à sa sortie de prison. 
En 1935, Yrjö Leino est condamné à trois ans et demi de prison pour haute trahison. 
Pendant son incarcération au camp de prisonniers de Tammisaari, il serait officiellement devenu communiste. 
Il est libéré de prison en 1938, mais la police d'État (fi) le garde sous surveillance. 
Yrjö Leino nouvellement libéré a ensuite participé aux activités clandestines du Parti communiste de interdit.

## Années de guerre
Pendant la guerre d'Hiver, Yrjö Leino reste dans la clandestinité et a fui les autorités avec plusieurs autres communistes. 
Pendant ces périodes, il rencontré sa future épouse, Hertta Kuusinen. 
Pendant la trêve de 1940, il est emprisonné. 
À Noël 1940, il est incarcéré à la prison de Vaasa, puis transféré au camp de prisonniers de Köyliö (fi) au printemps 1941  
Au début de la guerre de continuation, les prisonniers communistes commencent à être regroupés pour un entraînement militaire. 
En septembre 1941, Yrjö Leino s'évade d'un train-prison qui emmenait des hommes affectés à une cellule de sécurité de Riihimäki pour combattre en première ligne du Bataillon séparé 21 (fi).  
Yrjö Leino poursuivra ses activités secrètes au SKP jusqu'à la fin de la guerre de continuation, et sa liaison sera Martta Koskinen jusqu'à ce qu'elle soit emprisonnée à la fin de 1942. 
Plusieurs autres aides d'Yrjö  Leino tombèront entre les mains de la police Valpo, dirigé par Arno Anthoni, pendant la Guerre de Continuation.

## Années parlementaires et ministérielles
Yrjö Leino est député SKDL de la circonscription de l'Est de Kuopio du 6 avril 1945 au 20 juillet 1951.
Yrjö Leino est vice-ministre des Affaires sociales du gouvernement Paasikivi II (17.11.1944–17.04.1945) et Ministère de l'Intérieur des gouvernements Paasikivi III (17.04.1945–26.03.1946) et Pekkala (26.03.1946–22.05.1948),.

## Dernières années
Yrjö Leino est décédé à l'hôpital de Kivelä le 28 juin 1961, presque oublié de tous. 
Ses dernières années ont été marquées par une aggravation de son alcoolisme et une peur paranoïaque des tentatives d'assassinat par les communistes. 
Il est enterré au cimetière d'Honkanummi à Vantaa.